# Las Lomas (Coclé)
Las Lomas è un comune (corregimiento) della Repubblica di Panama situato nel distretto di La Pintada, provincia di Coclé. Si estende su una superficie di 86,1 km² e conta una popolazione di 2.072 abitanti (censimento 2010).